# سکو سوماه
سکو سوماه (انگلیسی: Sékou Soumah؛ زادهٔ ۱۸ اوت ۱۹۷۴) بازیکن فوتبال اهل گینه بود.
از باشگاه‌هایی که در آن بازی کرده است می‌توان به باشگاه فوتبال ویلم دوم اشاره کرد.
وی همچنین در تیم ملی فوتبال گینه بازی کرده است.